# Tipula (Acutipula) rifensis
Tipula (Acutipula) rifensis is een tweevleugelige uit de familie langpootmuggen (Tipulidae). De soort komt voor in het Palearctisch gebied.